# Sermiligaaq

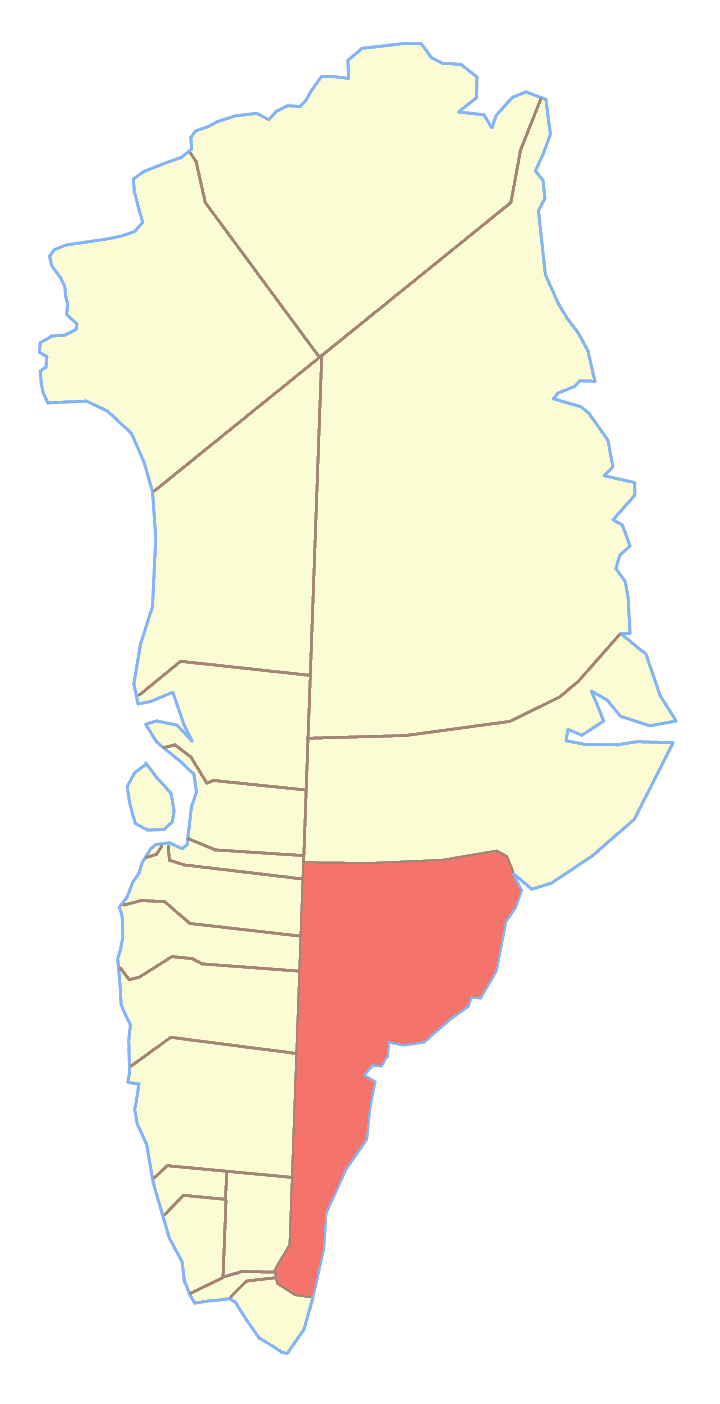
Ex comune di Ammassalik, dove si trovava Sermiligaaq

Sermiligaaq (o Sermiligâq) è un piccolo villaggio della Groenlandia (212 abitanti), il cui nome significa il bellissimo fiordo ghiacciato. Si trova a 65°54'N 36°22'O; appartiene al comune di Sermersooq, e dista 100 km da Tasiilaq. Si trova nel fiordo di Sermiligaaq, a 20 km da un bacino di ghiacciai al fondo del fiordo; inoltre, sul fiordo di Ikkatteq, sulla strada tra Sermiligaaq e Kuummiut, si trova una vecchia base americana abbandonata, costruita appena dopo la seconda guerra mondiale.